# Université Bukkyō
L'université Bukkyō (佛教大学, Bukkyō daigaku) est une université privée située dans l'arrondissement de Kita-ku de la préfecture de Kyoto au Japon. 

## Présentation
L'établissement prédécesseur de l'université, fondé en 1912, reçoit son accréditation d'université junior en 1949. Bukkyo signifie bouddhisme en japonais et la philosophie de cette université est fondée sur les valeurs du bouddhisme de la Terre Pure.

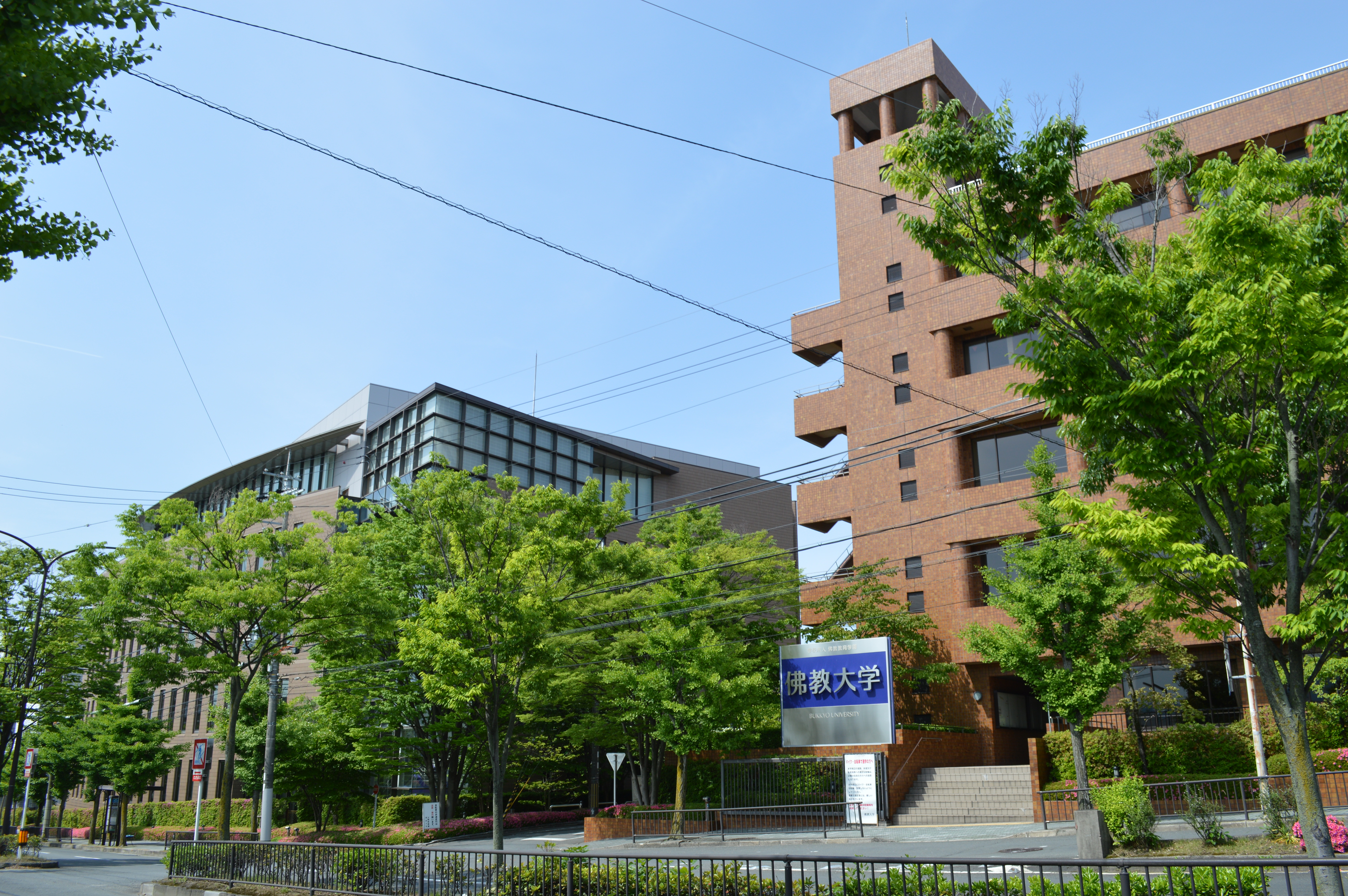
Bâtiment de l'université Bukkyō.

## Référence
- (en) Cet article est partiellement ou en totalité issu de l’article de Wikipédia en anglais intitulé « Bukkyo University » (voir la liste des auteurs).